# Kalevi Viskari
Kalevi Viskari (Enso, 1928. június 15. – 2018. november 13.) olimpiai bronzérmes finn tornász.

## Pályafutása
Az 1950-es bázeli tornász világbajnokságon és az 1952-es helsinki olimpián összetett csapatban bronzérmet szerzett.

## Sikerei, díjai
- Olimpiai játékok
  - bronzérmes: 1952, Helsinki (összetett csapat)
- Világbajnokság
  - bronzérmes: 1952, Bázel (összetett csapat)